# ジョン・バスカヴィル

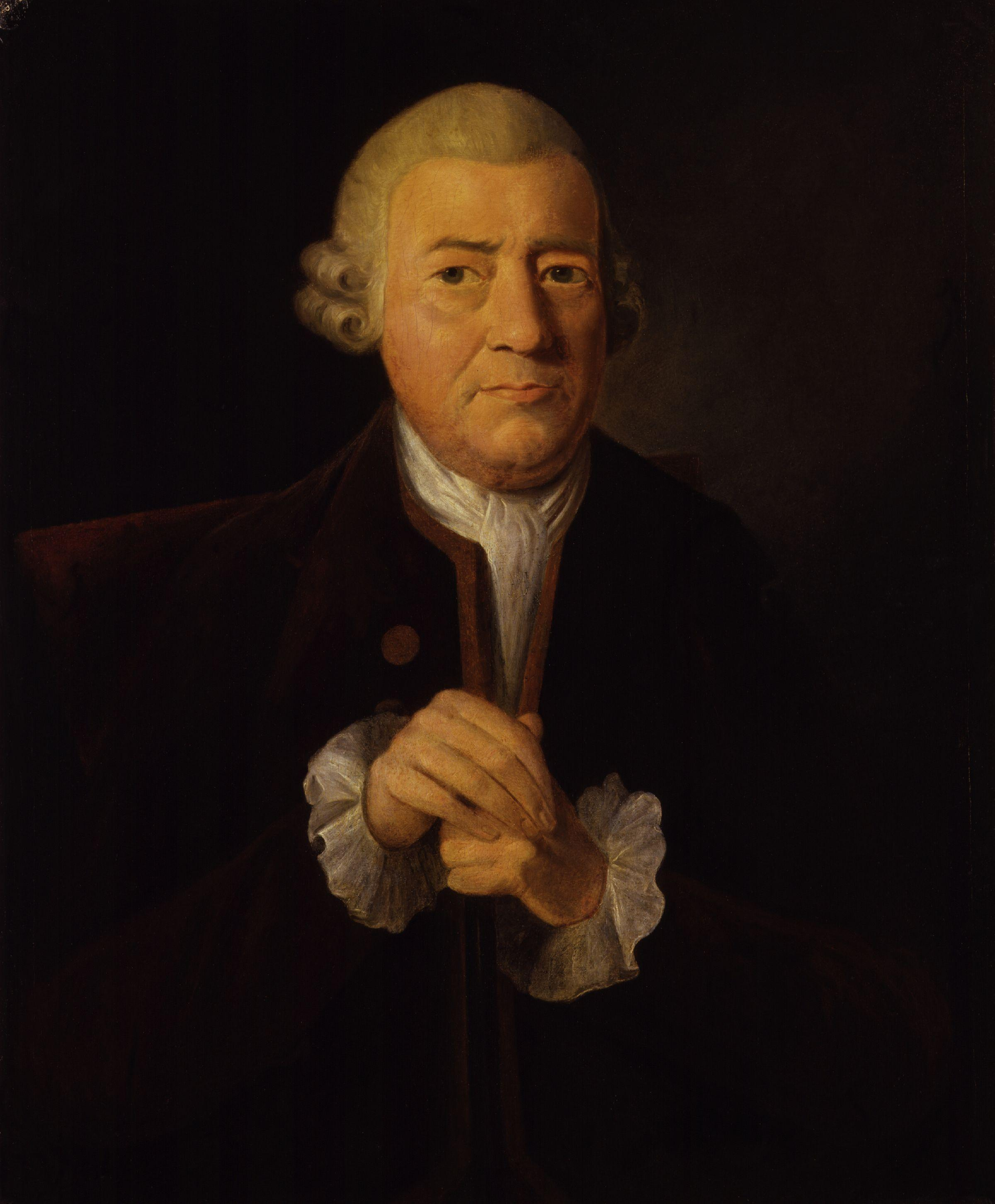
ジョン・バスカヴィル

ジョン・バスカヴィル（John Baskerville, 1706年1月28日 - 1775年1月8日）は、イギリスの印刷業者。
ウスターシャーのウルヴァリーで生まれた。1725年、バーミンガムへ出て墓石彫り師および習字教師として生計を立てた。黒ワニス塗装の商品の製造で財を成して1750年から印刷業を営み、パンチ・カッターのジョン・ハンディとともに、美しい活字と造本を目指した。1775年、その地で死去した。

## 生涯
バーミンガムに出たあとは、まず、墓碑の彫り師をし、副業に習字や簿記の教師を加えて生計をたてていた。1738年から黒ワニス塗装の商売を始め、工程に革新を齎して財を成し、広大な邸宅を買い、1750年、その邸宅にて印刷業を創めた。パンチ・カッターとしてジョン・ハンディを雇ったバスカヴィルは、1754年ごろから新たな活字を製造し始めた。彼は、インクや、製紙、活字鋳造などに革新を齎した。これらはすべて、美しい本の製造に情熱を傾けたがためであった。彼は活字の文字にも情熱を傾け、自身の設計に基いてハンディに活字を彫らせた。
彼の最初の出版はウェルギリウスで、十数点古典作品を印行した。1758年、ケンブリッジ大学の出版物を請け負うようになり、1763年、ギリシア語活字を用いて二折本聖書などを印刷した。また、彼の印刷物として著名なのは、『聖公会祈祷書』や、1773年のルドヴィーコ・アリオスト著『狂えるオルランド』の印行である。
バスカヴィルの作品は、彼の完璧を求める姿勢から、それまでのものとは大きく様子が異なる。ワットマンによってあたらしく開発された網目漉きの紙を採用し、インクはより黒々とにじみがなく、明細な印字の本は、多くの印刷者に影響を与えた。
バスカヴィルは、無神論者であり、それを公言していたので、死去に際して自身の庭園に聖別されていない壮大な墓を築かせた。死後も妻サラーにより印刷所は続けられたが、サラーの死去の後、墓は破壊され土地の所有者が転々とした挙句、その土地に運河が引かれることになった際、無神論者であったがために教会に置かれず倉庫に置かれるなどしたが、結局、Warstone Lane Cemeteryの聖別されてある地下墓地に落ち着いた。
月光協会の会員と親しく、また王立職業技能検定協会の会員であった。ベンジャミン・フランクリンとの交友はこれによる。バスカヴィルの出版目録がケンブリッジ大学のギャスケルによってまとめられている (Gaskell, Philip. John Baskerville: A Bibliography, Cambridge University Press, 1959)。

## バスカヴィル活字

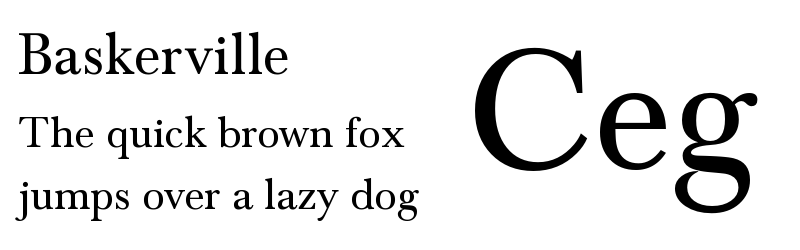
バスカヴィルの活字を基にした電子書体

バスカヴィルの活字は、彼のデザインの元に、ハンディがパンチ父型を製作した、初期のトラディショナルに分類される活字群である。彼の最初の活字は、1754年ごろに製作されたギリシア語活字である。彼の活字はユマニストから影響を受けたオールド・ローマンよりも、石彫り師の書体に着眼を得て、ストレスは大変丸く字は開いていて、コントラストが比較的低いのが特徴である。
しかし、彼の活字および印刷物は、自国の同業者などには嫉みなどから極めて不評で、むしろ、ピエール・シモン・フルニエやジャンバティスタ・ボドニ、ベンジャミン・フランクリンなどの他国の同業者から尊敬を受けた。フランクリンは彼の活字をアメリカに持ち帰り使用した。モダーン書体からの回帰の一現象として、ブルース・ロジャーズなどの活動もあって、1920年ごろになって、ライノタイプやモノタイプなどから、バスカヴィルの活字をもとにしたフォントが発売されるようになり、本文を中心に多くの用途に用いられるようになった。さまざまなバージョンのバスカヴィルと銘打たれたフォントがある。
1953年、バスカヴィルの手による印と鋳型が発見され、ケンブリッジ大学出版局に寄贈された。